# Namco NA-1

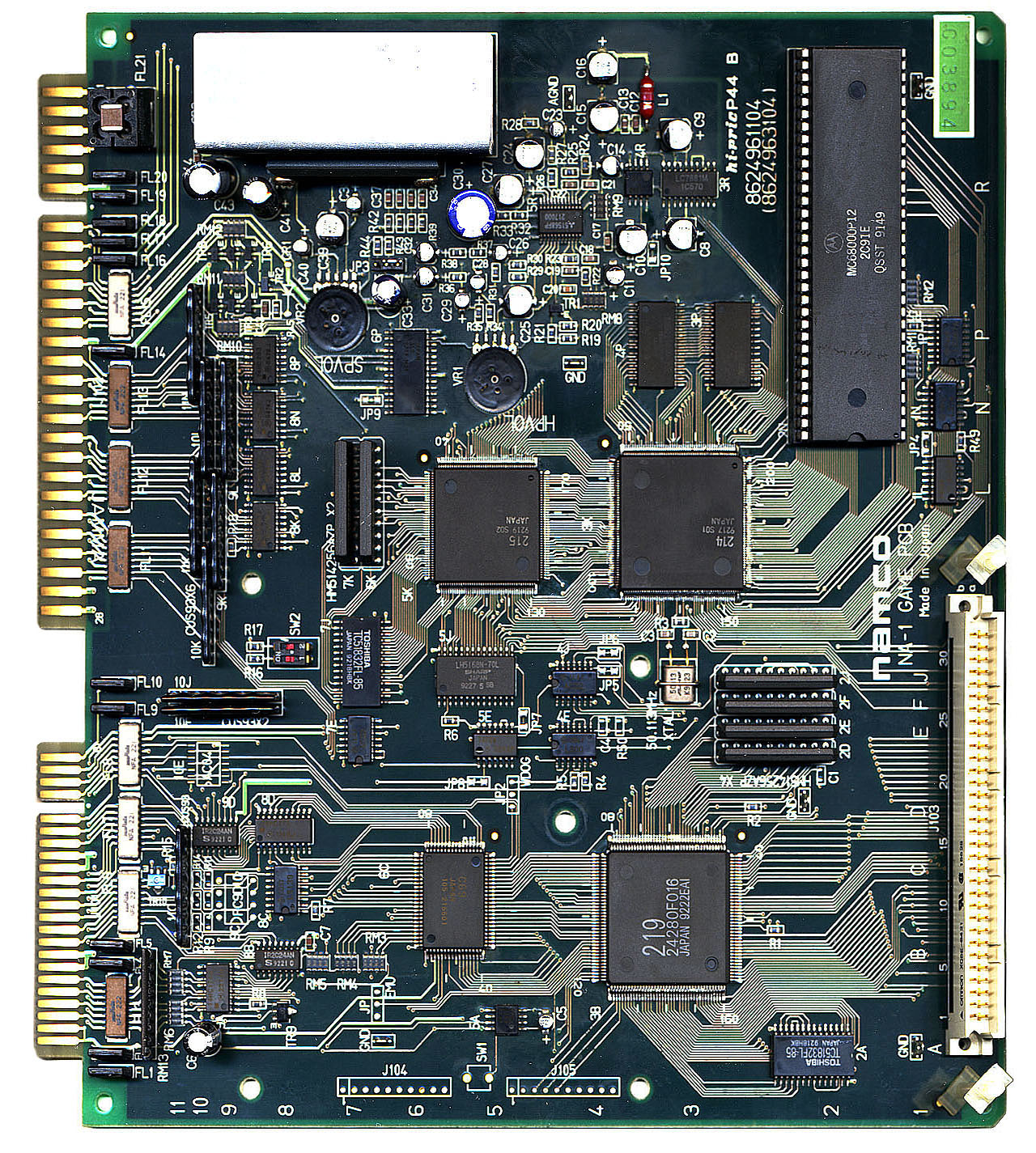
Fotografía de la placa Namco NA-1

Namco NA-1 es una placa de arcade creada por Namco destinada a los salones arcade.

## Descripción
El Namco NA-1 fue lanzada por Namco en 1992.
El sistema tenía un procesador Motorola 68000 a 12.5 MHz , y el audio lo gestionaba el C69 (Mitsubishi M37702 con bios interna), que manejaba un chip de audio C140 (integrated into the "219" custom).
En esta placa funcionaron 7 títulos.

## Especificaciones técnicas

### Procesador
- Motorola 68000 a 12.5 MHz

### Audio
- C69 (Mitsubishi M37702 con bios interna)

Chip de sonido
- - C140 (integrated into the "219" custom)

### Video
- Resolución 304x224 pixeles

## Lista de videojuegos
- Bakuretsu Quiz Ma-Q Dai Bouken
- Cosmo Gang the Puzzle
- Emeraldia
- Exvania
- F/A / Fighter & Attacker
- Super World Court
- Tinkle Pit